# Straňovice
Straňovice jsou malá vesnice, část obce Malenice v okrese Strakonice v Jihočeském kraji. Nachází se asi 1,5 kilometru východně od Malenic. Je zde evidováno 11 adres. V roce 2011 zde trvale žilo šest obyvatel.
Straňovice leží v katastrálním území Malenice o výměře 9,86 km².

## Historie
První písemná zmínka o vesnici pochází z roku 1315.

## Obyvatelstvo
| Rok            | 1869 | 1880 | 1890 | 1900 | 1910 | 1921 | 1930 | 1950 | 1961 | 1970 | 1980 | 1991 | 2001 | 2011 | 2021 |
| -------------- | ---- | ---- | ---- | ---- | ---- | ---- | ---- | ---- | ---- | ---- | ---- | ---- | ---- | ---- | ---- |
| Počet obyvatel | 60   | 63   | 72   | 69   | 70   | 75   | 51   | 43   | 37   | 31   | 20   | 18   | 9    | 6    | 1    |
| Počet domů     | 9    | 11   | 11   | 11   | 11   | 11   | 10   | 10   | 10   | 9    | 7    | 10   | 10   | 11   | 10   |

## Obecní správa
Při sčítání lidu v letech 1850–1907 Straňovice byly osadou obce Předslavice v okrese Strakonice. Od roku 1908 jsou částí obce Malenice, se kterým patřily nejprve do okresu Strakonice, ale v roce 1950 v okrese Vimperk a od roku 1960 opět v okrese Strakonice.

## Pamětihodnosti
- Usedlost čp. 3 (kulturní památka ČR)